# Lajes Pintadas
Lajes Pintadas is een gemeente in de Braziliaanse deelstaat Rio Grande do Norte. De gemeente telt 4.309 inwoners (schatting 2009).

## Aangrenzende gemeenten
De gemeente grenst aan Campo Redondo, Santa Cruz en São Tomé.